# Georg Franz Hoffmann
Georg Franz Hoffmann (Marktbreit, 1760. január 13. – Moszkva, 1826. március 17.) német botanikus és lichenológus. Botanikai szakmunkákban nevének rövidítése: „Hoffm.”.

## Pályafutása
Miután 1786-ban befejezte tanulmányait az erlangeni egyetemen, 1787 és 1792 között ugyanitt dolgozott a növénytani tanszék professzoraként. 1792-től már mint a tanszék vezetője tevékenykedett 1803-ig. Ugyanebben az időszakban a Göttingeni Egyetem botanikai kertjének igazgatója. 1804-ben telepedett le Moszkvában és vezetője lett a Moszkvai Egyetem újonnan indított Növénytani tanszékének és botanikus kertjének. 
Ekkorra már elismert botanikus és kiemelkedő eredményeket ért el a zuzmók kutatása terén. Több könyve jelent meg zúzmók és a fűzek taxonómiájáról, melyekhez igen tehetségesen saját maga készített növényillusztrációkat.
1787-ben Olof Peter Swartz (1760–1818),  Georg Franz Hoffmannról nevezett el egy nemzetséget Hoffmannianak (9 fajt foglal magába) amely a Buzérfélék (Rubiaceae) családjába tartozik.
1815-baen a Leopoldina Német Természettudományos Akadémia tagjává választották.

## Munkái
- Descriptio et adumbratio plantarum e classe cryptogámica Linnaei qua lichenes dicuntur... (1789-1801)
- Vegetabilia cryptogama (1790, Erlangen)
- Nomenclator Fungorum (1789-1790, two volumes, Berlin)
- Historia salicum, iconibus illustrata (1785-1787, Leipzig)
- Deutschlands Flora, oder, Botanisches Taschenbuch (1791, 1795, 1800, and 1804, Erlangen)
- Enumeratio plantarum et seminum hort botanici mosquensis (1808, Moscow)
- Genera Plantarum Umbelliferarum (1814, 1816, Moscow)
- Herbarium vivum, sive collectio plantarum siccarun, Caesareae Universitatis Mosquensis. Pars secunda, continents (1825)

## Fordítás
- Ez a szócikk részben vagy egészben  a   Georg Franz Hoffmann című angol Wikipédia-szócikk ezen változatának fordításán alapul.  Az eredeti cikk szerkesztőit annak laptörténete sorolja fel. Ez a jelzés csupán a megfogalmazás eredetét és a szerzői jogokat jelzi, nem szolgál a cikkben szereplő információk forrásmegjelöléseként.